# Corridor méditerranéen (Espagne)
Le corridor méditerranéen est un ensemble de lignes ferroviaires parallèles à la côte méditerranéenne.
Sa partie en Espagne relie la France à Algésiras (près du détroit de Gibraltar). C'est un des corridors les plus importants d'Europe. Il est utilisé par des trains de voyageurs et de marchandises, sur une distance de 1 300 km. Ce corridor traverse quatre communautés autonomes : du nord au sud, Catalogne, Pays Valencien, Murcie et Andalousie.
C'est un des trois principaux corridors de l'Espagne, les deux autres étant le corridor central (es) et le corridor atlantique (es).
Le corridor fait partie du projet « Grand Œil Ferrmed », un projet pensé par Ferrmed (ca), une association internationale et multisectorielle qui promeut la construction d'un corridor européen allant de Saint-Pétersbourg à Algésiras, en passant par les environs de la Mer Baltique et de la Mer du Nord, par la France et par le fameux corridor méditerranéen en Espagne.
Un des principaux freins au développement de ce corridor est la politique centraliste de l'État espagnol, qui privilégie les liaisons radiales à Madrid, au détriment des transversales.

## Caractéristiques
Les lignes espagnoles ont un écartement ibérique (1 668 mm), différent de l'écartement standard en place dans le reste de l'Europe (1 435 mm), or la concrétisation de ce corridor suppose une unification technique des lignes ferroviaires, donc un changement d'écartement pour les lignes espagnoles.
Ce corridor sera conçu pour connecter les lignes ferroviaires aux infrastructures portuaires, notamment les ports de Rotterdam, Anvers et Hambourg, permettant d'améliorer le transport de marchandises dans toute l'Europe.

## Histoire

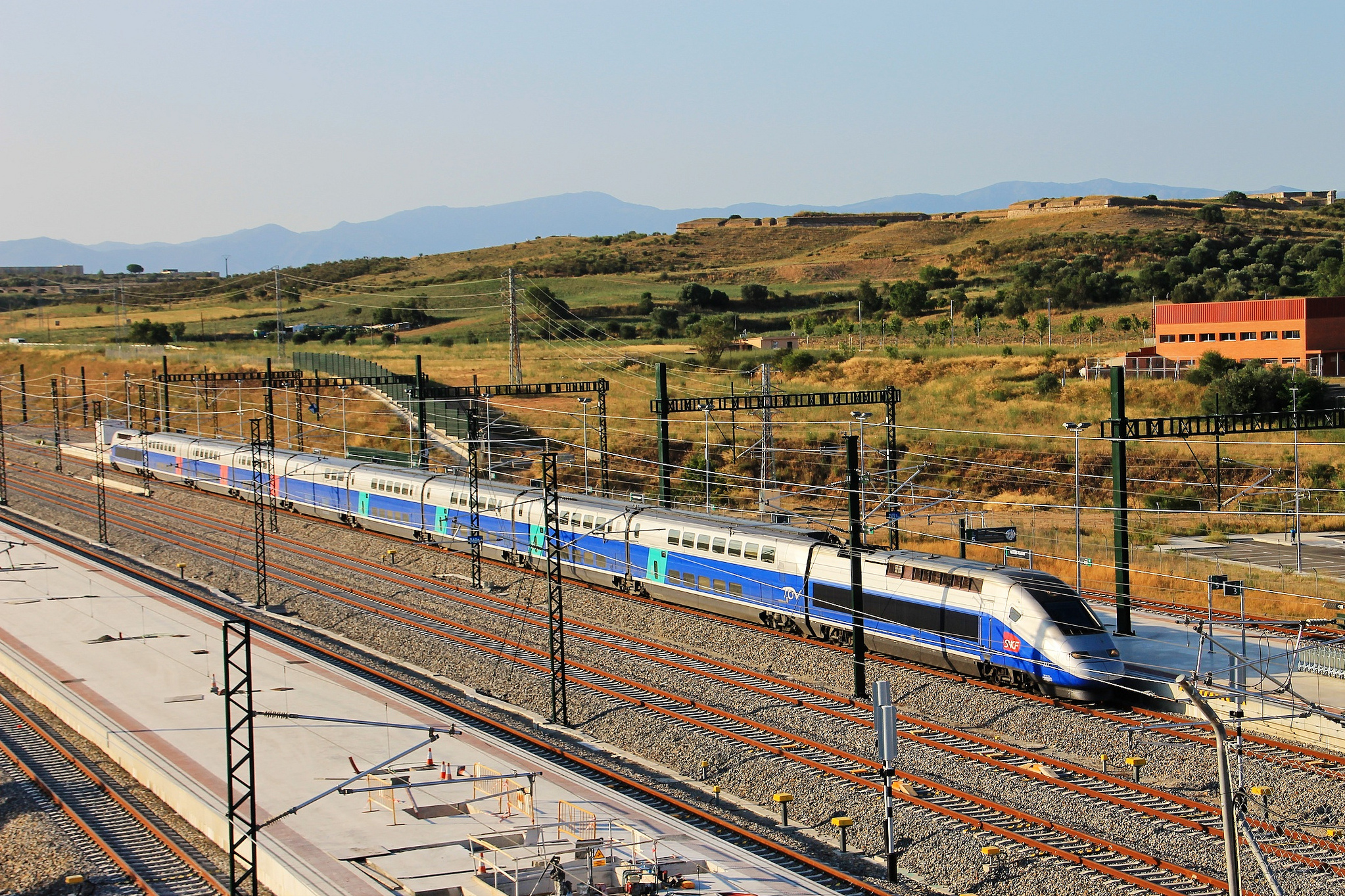
TGV à Figueres-Vilafant, sur le corridor méditerranéen

Le Pla de Transport Ferroviari de 1987 parlait déjà d'une ligne entre Barcelone et La Encina, à double voie et parcourable jusqu'à 200 km/h. À l'heure actuelle, seuls certains tronçons de la ligne sont modernisés. Plus récemment, des projets de nouvelles liaisons entre des villes mal reliées par le train ont émergé.
En 2002, le gouvernement espagnol présidé par José María Aznar demande à l'Union Européenne que le corridor méditerranéen ne soit pas prioritaire.
En 2004, l'ingénieur industriel Francisco García Calvo et l'ex-directeur de Nissan Espagne Joan Amorós réfléchissent à une infrastructure pour transporter le matériel automobile pour améliorer la compétitivité de l'État espagnol. Amorós a par la suite formé le lobby Ferrmed pour lancer l'idée du corridor méditerranéen. Un de ses autres fondateurs est le Col·legi Oficial d'Enginyers Industrials de la Comunitat Valenciana (Collège Officiel d'Ingénieurs Industriels de la Communauté Valencienne en français). En août 2017, ce lobby n'a pas obtenu grand chose de plus que des promesses non tenues de la part des politiciens.
Le gouvernement espagnol prévoit que le corridor méditerranéen soit inclus dans le Réseau transeuropéen de transport. En 2011, le Ministère de l'Équipement présente l'étude technique du corridor méditerranéen.
En 2012, le corridor méditerranéen a reçu les premiers financements. En 2014, la ministre de l'Équipement dit qu'il y aura bientôt une ligne de train qui connecte Gandia et Oliva. Le ministre suivant l'a confirmé en 2017.
Début 2016, le gouvernement valencien met en place un lobby pour accélérer le projet du corridor méditerranéen, le Fòrum Valencià pel Corredor Mediterrani (Forum Valencien pour le Corridor Méditerranéen). Ce groupe est composé de diverses organisations publiques et privées.
La même année, l'Associació Valenciana d'Empresaris s'unit à Ferrmed tandis que l'Union Européenne fait remarquer que le Ministère de l'Équipement priorise le Corridor Central (qui passe par Madrid) au détriment du méditerranéen. Il note aussi que le programme électoral de Podem aux élections générales ne parle pas du corridor méditerranéen ailleurs qu'à Murcie, et parle plutôt de la traversée ferroviaire des Pyrénées.
En février 2017, la politique centraliste du réseau espagnol saute aux yeux. Cela déclenche l'indignation des présidents des communautés autonomes, qui constatent notamment les travaux sur le nœud madrilène (quadruplement des voies au sud d'Atocha, tunnel Atocha - Chamartín), alors que les investissements sur des liaisons transversales sont beaucoup moins importants.
En 2017, une campagne #QuieroCorredor (de l'espagnol Quiero corredor, traduction Je veux un corridor en français) est lancée par l'Asociación Valenciana de Empresarios (AVE) et l'Asociación Murciana de la Empresa Familiar (Amefmur) avec la participation de cinq cents entreprises valenciennes, andalouses et murciennes. Le corridor méditerranéen sera également défendu par Carles Puigdemont, le président de la Catalogne, ainsi que par l'équipe sportive Valence Basket Club. Les maires de Valence et de Barcelone, Joan Ribó et Ada Colau signent un manifeste pour exiger la construction de l'infrastructure. La même année, le Ministère de l'Équipement renonce à construire une nouvelle ligne entre Castelló et Vandellòs, et explique que comme les infrastructures ne sont pas saturées, il suffit de convertir l'écartement des lignes existantes. Le président de l'Espagne, Mariano Rajoy, approuve un projet de 2 milliards d'euros pour développer le corridor.
En 2018, la Généralité valencienne met en place un Programme Stratégique pour améliorer la mobilité, les infrastructures et les transports, où le corridor méditerranéen est mentionné. En février, le président de l'Espagne dit que c'est son gouvernement qui fera du corridor méditerranéen une réalité. En mai, le Ministre de l'Équipement espagnol prévoit le changement de l'écartement des rails pour 2020 et la finalisation du corridor pour 2023. En juillet, Josep Vicent Boira est nommé coordinateur du corridor méditerranéen par José Luis Ábalos, le ministre de l'équipement.
Cette même année, le gouvernement de Mariano Rajoy enlève le corridor méditerranéen du plan financier pluriannuel de l'Union Européenne 2021-2027, ce qui isole de fait le territoire valencien. Il a essuyé des critiques négatives l'accusant de ne développer que les axes radiaux par rapport à Madrid. Ce corridor s'est retrouvé sans financement malgré son soutien des entreprises et des politiciens valenciens, tandis que d'autres régions ont reçu des financements plus importants.
En 2019, l'axe Barcelone - Valence voyait passer plus de voyageurs que huit des lignes d'AVE, ce qui en faisait le septième axe le plus important en nombre de passagers.
José Luis Ábalos, qui a beaucoup critiqué le peu d'investissements pour le corridor méditerranéen du gouvernement, a changé de discours lors de son arrivée au pouvoir et a beaucoup moins défendu le corridor.
En mars 2019, Adif a concédé à Unión Temporal de Empresas la construction du tronçon entre Murcie et Almeria, et a investi 6,6 millions d'euros pour convertir le tronçon Castelló - Vandellós à l'écartement standard. En avril, la Généralité Valencienne a cédé des terrains pour le Terminal Intermodal et Logistique de Valence Font de Sant Lluís, qui fait partie du corridor.
Un rapport de l'Union Européenne préconise aux gouvernements français et espagnol d'accélérer le développement du corridor, car le réseau trans-européen étant incomplet, cela se traduit par une compétitivité moindre.

## Euromed

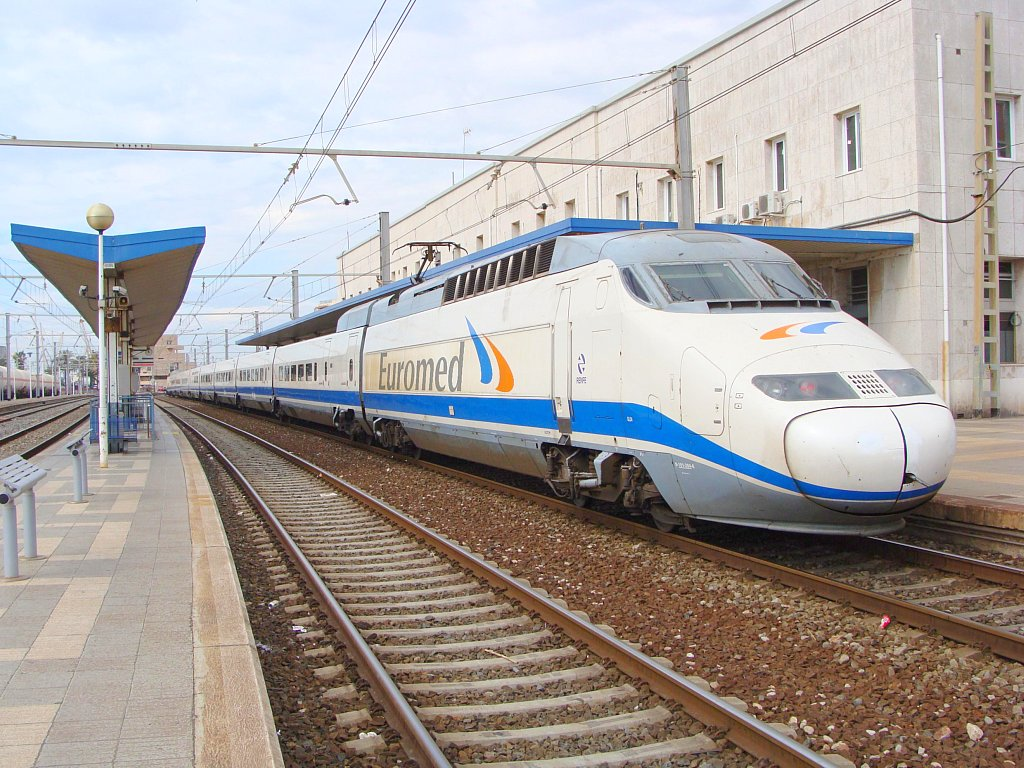
Un Euromed Barcelone - Valence à Camp de Tarragone en 2009

Euromed est un service de trains à grande vitesse exploité par Renfe, qui relie Figueres à Alicante, en passant par Gérone, Barcelone, Tarragone, Castelló de la Plana et Valence. Ces trains circulent en partie sur les LGV, ce qui assure une vitesse élevée. Ils relient Barcelone et Valence en 2h35.
Les trains Euromed peuvent être vus comme la base sur laquelle le corridor méditerranéen sera réalisé.

## Débat sur le corridor méditerranéen

### Avantages
- augmentation de la compétitivité de l'Espagne méditerranéenne, et par extension, de l'économie espagnole en général[26]. Selon José Vicente Morata, le président de la Chambre de Valence, "No competim ni amb catalans ni murcians, sinó amb els 4 ports europeus que tenen gran capacitat d'atraure inversions." (Traduction : "Nous ne sommes pas en compétition avec les Catalans ou les Murciens, mais avec les quatre grands ports européens qui attirent les investissements."
- réduction des émissions de dioxyde de carbone à cause du trafic routier[27].
- augmentation de la part modale du ferroviaire dans le transport de marchandises, l'augmentation du nombre de voyageurs et la réduction des temps de trajet[2]
- le ferroviaire aura accès aux ports méditerranéens espagnols, ce qui leur donnera une place importante dans les échanges internationaux, avec pour objectif de concurrencer les ports d'Anvers, Rotterdam et Hambourg avec les ports de Barcelone, Tarragone, Valence[2], Algésiras, Alicante, Carthagène et Castelló[27]
- rapprochement de nombreuses régions où l'activité industrielle est très développée. L'axe Algésiras - Stockholm fait 3 500 km de long et relie 245 millions d'européens (soit 54% de la population de l'Union Européenne) et 66% du PIB européen[27]
- selon la Confederación Española de Organizaciones Empresariales, la connexion entre les centres urbains dynamiques va rapprocher les entreprises et les travailleurs, et permettra de séparer les types de marchandises entre la route et le ferroviaire
- selon l'Association Valenciennes des Entreprises, l'exportation de fruits et légumes vers le reste de l'Europe sera moins chère

### Inconvénients
Selon Gregorio Martín, un professeur de l'Université de Valence :
- le projet ne sert que les intérêts particuliers du groupe Ferrmed
- Algésiras n'a pas besoin d'une ligne ferroviaire en plus puisque son seul potentiel économique réside dans son port
- la concurrence avec les ports du nord de l'Europe sera trop rude et le corridor méditerranéen sera de toutes façons perdant[1]

Pedro Costa Morata, le Prix National de l'Environnement pense que le réseau existant n'a pas besoin d'être dupliqué.

## Tronçons

### De Perpignan à Barcelone

#### Tronçon Perpignan - Figueres

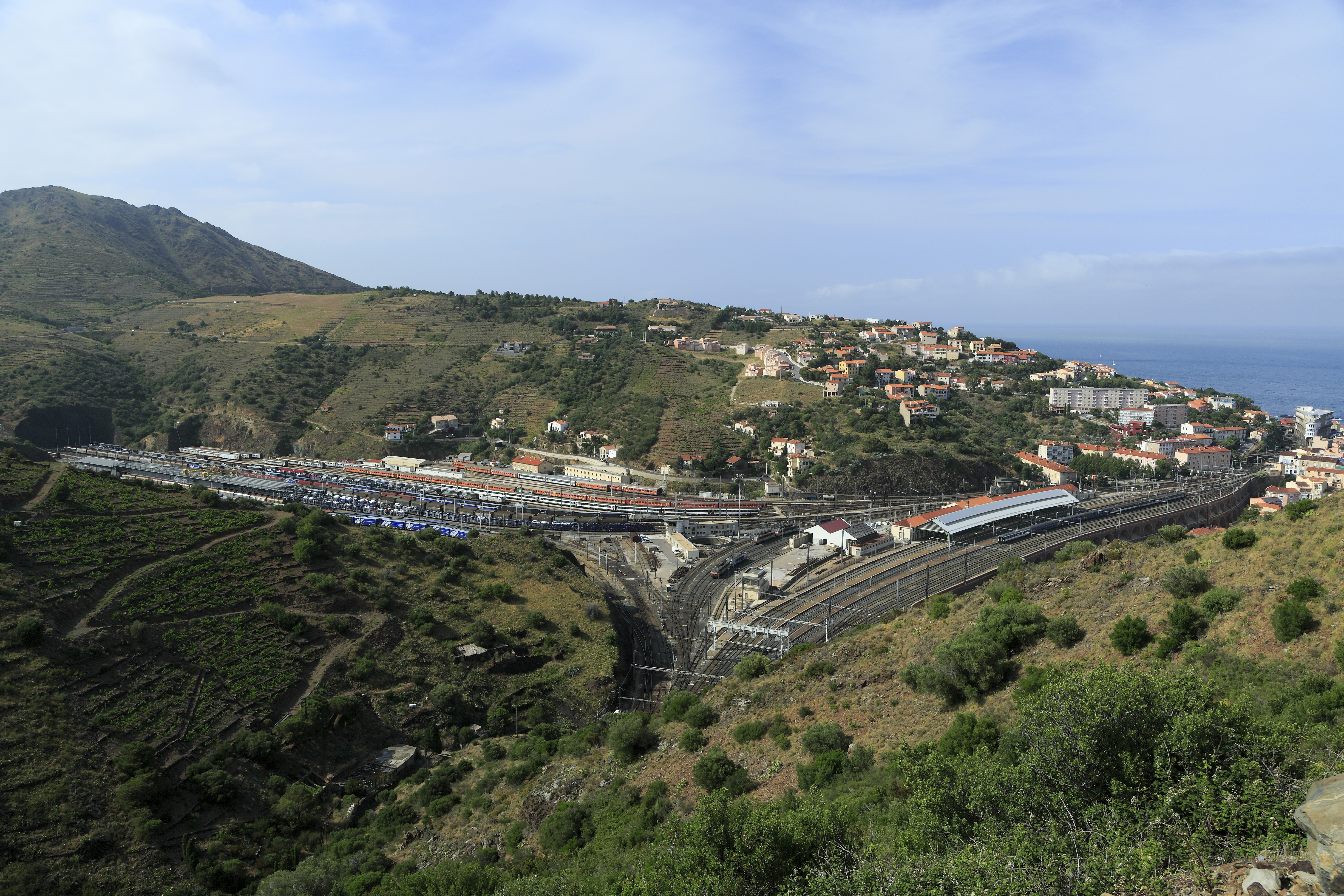
La gare de Cerbère. À gauche, les infrastructures de transbordement, en bas, le tunnel vers Portbou

La ligne qui connecte les deux pays est une LGV, concédée à TP Ferro. Elle a été ouverte au trafic voyageurs et fret en 2010. La ligne passe sous les Pyrénées grâce au tunnel du Perthus, long de 8,3 km.
La ligne classique a de grosses infrastructures à Portbou et à Cerbère pour transborder les marchandises entre les lignes françaises et espagnoles, qui n'ont pas le même écartement des rails. Par le passé, ces infrastructures étaient également utilisées par les trains de voyageurs.

#### Tronçon Figueres - Barcelone
La LGV continue jusqu'aux portes de Barcelone, avec un écartement standard. Avant l'ouverture du tronçon Figueres - Barcelone en décembre 2013, les trains circulaient sur la ligne classique avec une succession de tronçons à troisième rail et de voies uniques à écartement standard. Désormais, les trains de fret peuvent tous circuler sur la LGV entre Perpignan et Figueres, puis continuer par la ligne classique dotée d'un troisième rail jusqu'à Gérone, évitant ainsi le passage par le tunnel sous la ville, long de 6,8 km, rejoindre la LGV à la gare de fret de Gérone, et ne la quitter qu'à la bifurcation de Mollet, dans l'agglomération de Barcelone.

### De Barcelone à Valence
Entre Castellbisbal et Vila-seca, un troisième rail a été installé pour que les trains à écartement standard puissent l'emprunter. Il a été installé sur la voie du côté de l'intérieur des terres, parce qu'elle était la plus facilement accessible depuis l'usine SEAT de Martorell. L'ancien tunnel entre Martorell et Castellbisbal devrait être rétabli. À Castellbisbal, les trois voies qui desservent le terminal de marchandises seront à double écartement,. À certaines gares, il y aura des voies séparées avec un écartement standard de 750 mètres de long. La voie 16 de la gare de Tarragone devrait changer d'écartement.
Sur le nœud de Tarragonne, un double raccordement a été construit pour que les trains à écartement variable puissent relier Vandellòs à Barcelone et Lérida, avec deux branches à double voie (respectivement de 3,5 et 7 km) et un tronçon commun à double voie (8,5 km), avec un écartement standard. Le changement d'écartement se fait vers l'aéroport de Reus-Vila-seca.
Jusqu'à l'Ametlla de Mar, un nouveau tronçon de 42,6 km a été construit, électrifié en 3 kV (adaptable à 25 kV) et à écartement ibérique. Dans un second temps, la voie du côté de la côte sera convertie à écartement mixte, pour permettre la circulation de tous les trains depuis Vila-seca, quel que soit leur écartement. Cela a permis de neutraliser le dernier tronçon à voie unique du corridor. Entre Vila-seca et Vandellòs, les nouvelles gares de Cambrils-Salou AV et L'Hospitalet-Mont-roig AV seront mises en service.

#### Tronçon Barcelone - Tarragone
Sur ce tronçon, il existe une ligne classique et une LGV, toutes deux allant de Barcelone à Madrid dans la nomenclature de l'Adif. Ce tronçon de la LGV n'est pas apte à accueillir du fret.

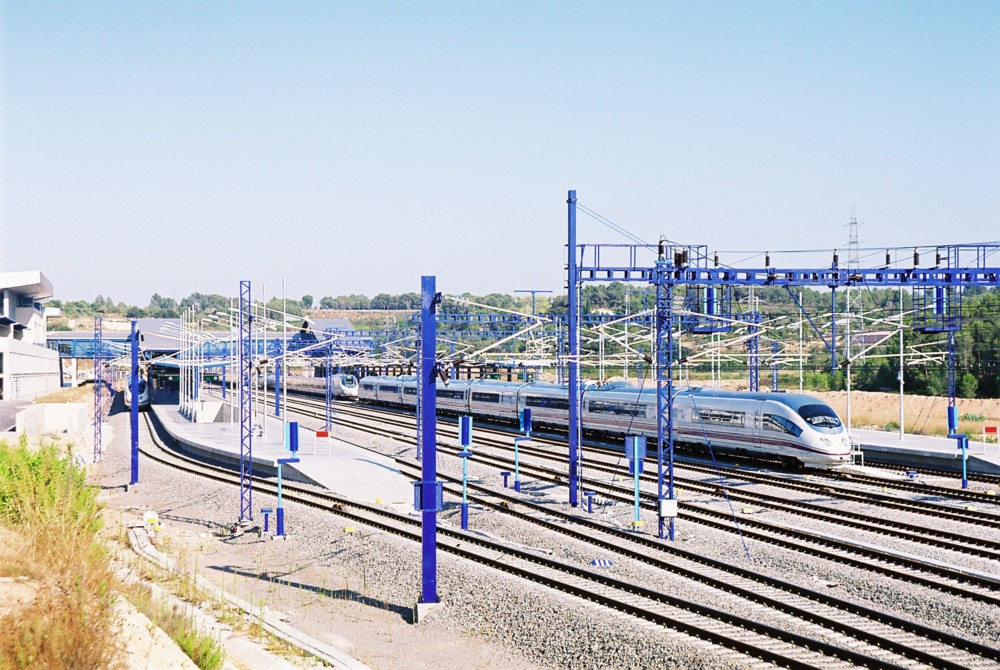
Gare de Camp de Tarragone sur la LGV Madrid - Barcelone

#### Nœud de Tarragone
La gare Camp de Tarragone de la LGV (à écartement standard) est situé à 10 km du centre-ville et de sa gare située sur la ligne classique (à écartement ibérique), sans qu'il n'y ait de liaison ferroviaire directe entre les deux. La solution retenue pour relier les deux lignes est la création d'un embranchement, avec une gare intermédiaire située près de l'aéroport de Reus.

#### Tronçon Tarragone - Vandellòs
Ce tronçon était le seul à être à voie unique, ce qui en faisait un important goulot d'étranglement. Il a été remplacé par une nouvelle ligne qui débute au nœud de Vila-seca et se termine à hauteur de la centrale nucléaire de Vandellòs.
La ligne nouvelle est parallèle à l'ancienne, mais passe plus à l'intérieur des terres pour éviter de traverser les villes côtières. La ligne classique a été abandonnée et les villes sont désormais desservies par de nouvelles gares construites en bordure des zones urbanisées. La ligne nouvelle est apte au trafic voyageurs et fret, avec des traverses faites pour changer facilement l'écartement des rails.

#### Tronçon Vandellòs - Valence
Ce tronçon est à double voie, à écartement ibérique et électrifié en 3 kV continu. Ce tronçon a été en grande partie rénové, avec la construction de plusieurs nouveaux tronçons, comme celui de Nules entre mars et novembre 2016. En 2014 et 2015, entre Benicàssim et Les Palmes, 3 164 m de voies ont été rénovées, pour permettre de changer facilement l'écartement des rails. Un nouveau tronçon a été construit sur le delta de l'Èbre, près d'Amposta, pour court-circuiter le détour que faisait la ligne par Tortosa, désormais desservie par une branche à voie unique en cul-de-sac depuis L'Aldea. Entre Castelló et Moncofa, et entre Alboraya et Valence, la vitesse a été rehaussée à 160 km/h et les traverses ont été rénovées pour permettre un changement d'écartement plus facile.
Le trafic Cercanías entre Valence et Castelló est très important, et la ligne est saturée sur ce tronçon. C'est pourquoi la ligne classique devrait être dédoublée par une LGV entre ces deux villes. La construction a été autorisée le 8 octobre 2011 pour une valeur de 1,238 milliard d'euros.
Pour que les trains à écartement standard puissent circuler, un troisième rail a été installé sur une des voies existantes pour avoir un écartement mixte. En 2015 et 2016, l'écartement mixte a été installé entre Castelló et la gare de Valence Font de Sant Lluís (es),,. Sur cette ligne, les trains à écartement standard ne peuvent se croiser qu'à Sagonte.
À Castelló, la voie 6 est à écartement mixte. À Sagonte, ce sont les voies 1 et 3. À Valence-Nord, les voies 1, 2, 21 et 22 seront utilisées par les trains à écartement standard. Entre Castelló et Valence, une des deux voies est à écartement mixte, l'autre est restée à écartement ibérique, mais elle pourra être modifiée ultérieurement.

### Valence - Alicante

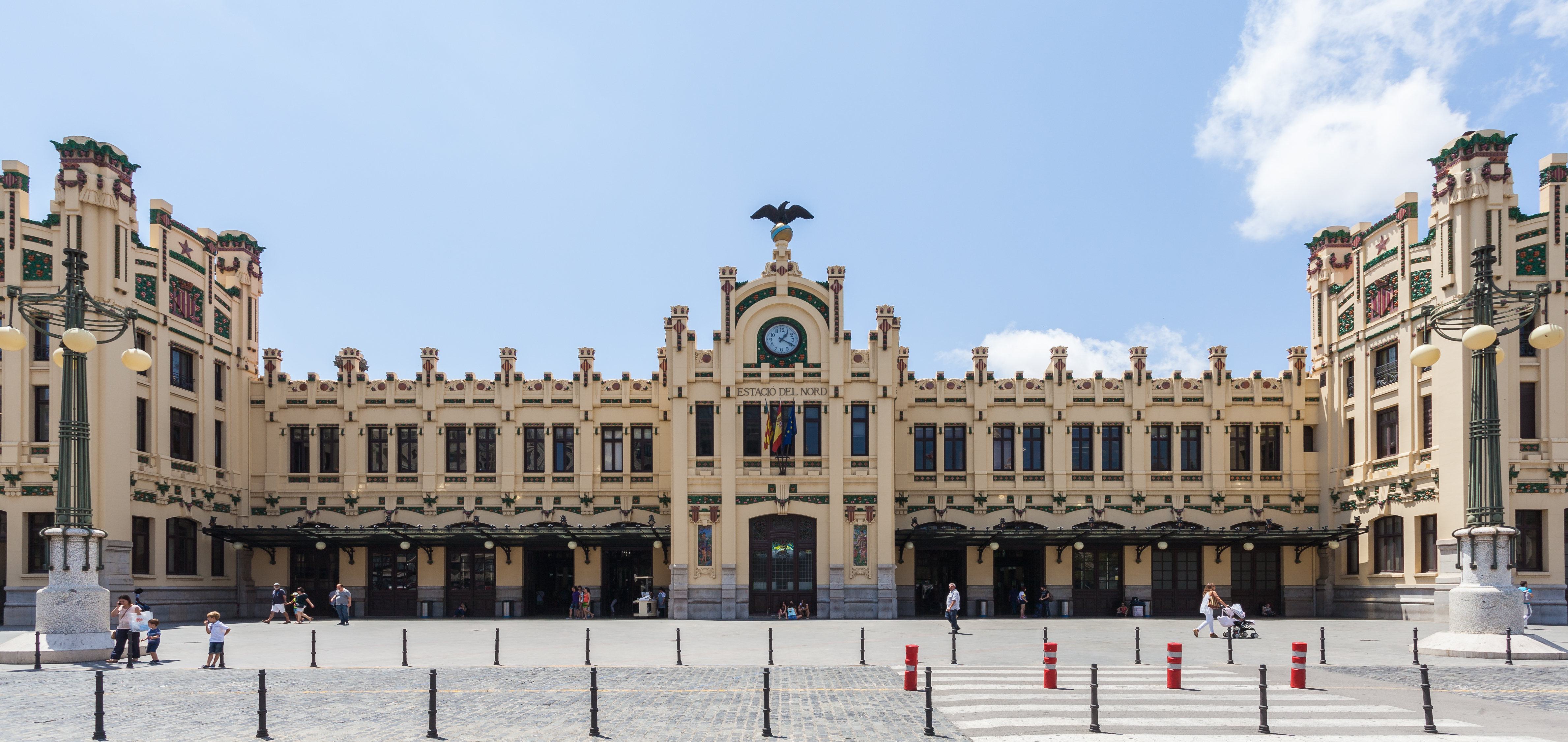
La gare de Valence-Nord, en 2014

La Encina est un nœud ferroviaire important pour cette ligne, car c'est là que le corridor méditerranéen rejoint l'axe Madrid - Levant, composé aussi bien d'une ligne classique (à écartement ibérique) que d'une LGV (à écartement standard).

#### Nœud de Valence
À Valence, un nouveau tunnel devait être construit sous la ville, pour que la gare de Valence-Nord ne soit plus une gare en impasse et que les trains empruntant le corridor n'aient plus besoin de rebrousser. Une nouvelle gare souterraine sera construite sous la gare du Nord actuelle, appelée València-Central (traduction : Valence-Centre). Cependant, ce raccordement n'apparaît pas dans le projet de 2012.

#### Tronçon Valence - La Encina
Entre Valence et Xàtiva, la ligne existante sera dédoublée par une nouvelle ligne plus rapide de 51,8 km, à double voie et à écartement standard,.
Au sud de Xàtiva, la ligne classique est longue de 41,2 km, à double voie et à écartement ibérique, et elle a été rénovée conformément au plan de 1987, elle est entrée en service en mars 2004 et est apte à 220 voire 250 km/h. Pour pouvoir installer l'écartement standard, il a fallu installer une nouvelle voie unique à écartement ibérique qui ensuite pu être démantelée en 1996. Cette ligne se termine à sa jonction avec la LAV Madrid - Levant, au PK 409,961 direction Albacete et au PK 418,558 vers Alicante.
La ligne à écartement standard est apte au trafic de marchandises et au trafic fret.

#### Tronçon La Encina - Alicante

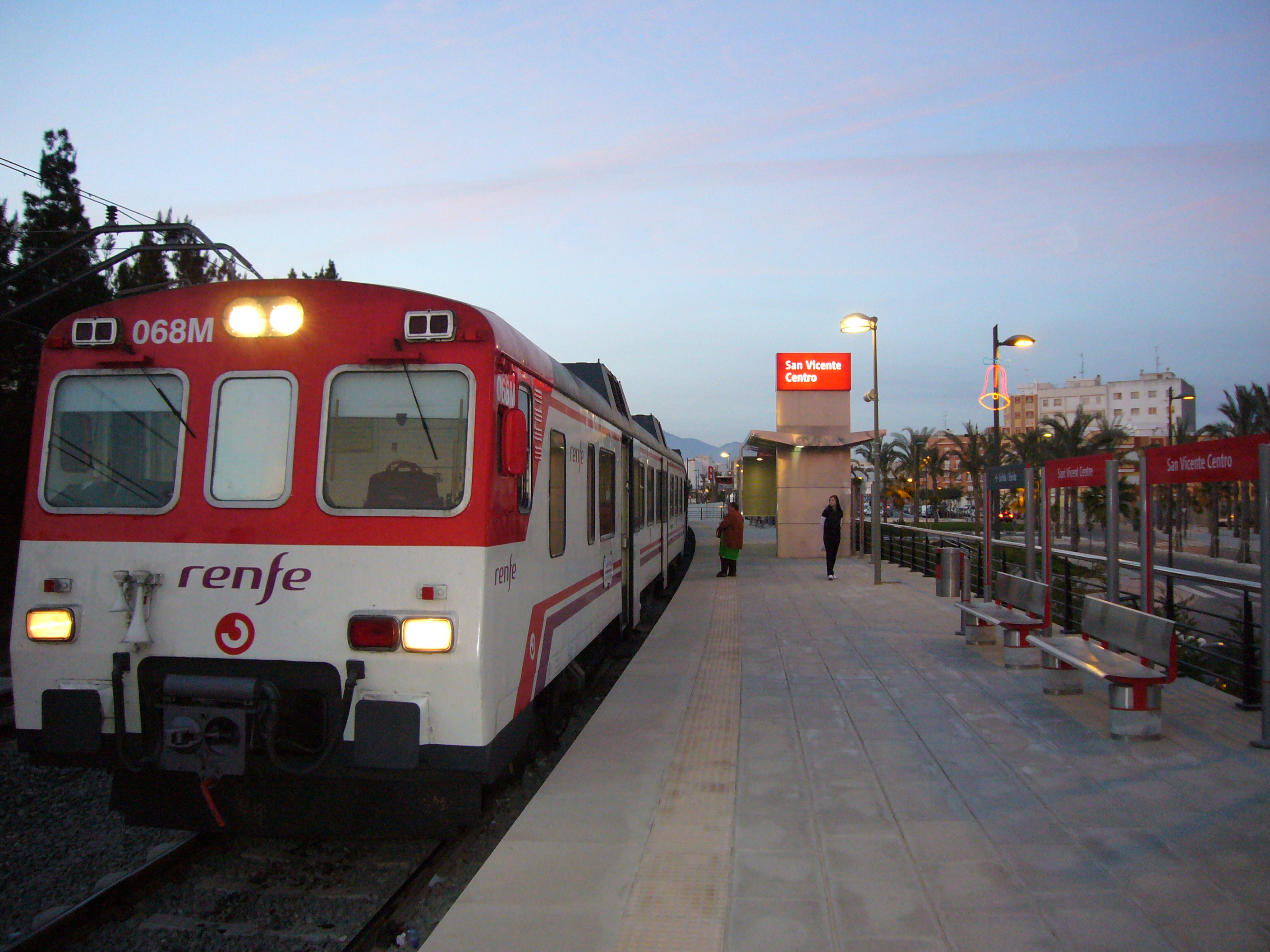
La gare de Sant Vicent Centre sur la ligne Madrid - Alicante, à voie unique et non électrifiée

Un troisième rail sera installé sur la ligne existante pour la convertir à écartement mixte.

### Alicante - Almería
La ligne actuelle, qui se termine à Águilas, est à voie unique et non électrifiée. La ligne classique continuait vers Guadix (et n'allait pas jusqu'à Almería), mais elle a été fermée en 1985 à l'ouest d'Almendricos. La partie orientale a été maintenue par la région de Murcie.

#### Tronçon Alicante – Murcie
Un tronçon de la LGV Madrid - Alicante se trouve sur le corridor, entre La Encima et Alicante.
À Monforte del Cid, un tronçon de LGV permet de rejoindre Murcie. Il est à double voie, à écartement standard et apte à 350 km/h. La ligne totalise 6 892 m de tunnels, soit 11,2 %.
La ligne classique rejoint Murcie avec une voie à écartement mixte et une autre à écartement ibérique. À El Reguerón, une branche à écartement mixte rejoint Carthagène.
Le tronçon permettant d'accéder à Murcie depuis l'est a été mis en service depuis 2008. Il mesure 8,9 km, dont 7,7 km sont prêts à accueillir 3 voies, deux à écartement standard et une à écartement ibérique. La ligne a été construite en dehors de l'encaissement dans lequel se trouve le fleuve pour éviter les problèmes liés à l'érosion et aux crues. Elle est équipée en ERTMS 2.
Elle contient la pergola d'El Reguerón, qui est la plus longue pergola sur une LGV en Espagne. Elle est située sur un pont de 366 m de long et de 42 m de large, permettant d'accueillir 3 voies.

#### Tronçon Murcie - Almería
Une LGV de 184,3 km de long sera mise en service sur ce tronçon pour relier l'Andalousie au reste du corridor méditerranéen et à la LGV Madrid - Levant.
Le premier tronçon emprunte la ligne Murcie - Lorca - Águilas. Jusqu'à Pulpí, la ligne sera mise à 2 voies et son tracé sera rectifié pour être une ligne alta prestaciones (es). À partir de Pulpí, une nouvelle ligne sera construite pour rejoindre Vera, en contournant la sierra de Almagro, puis elle suivra la N-340 pour rejoindre Almería. Cette ligne aura deux gares intermédiaires à Lorca et Vera-Almanzora.

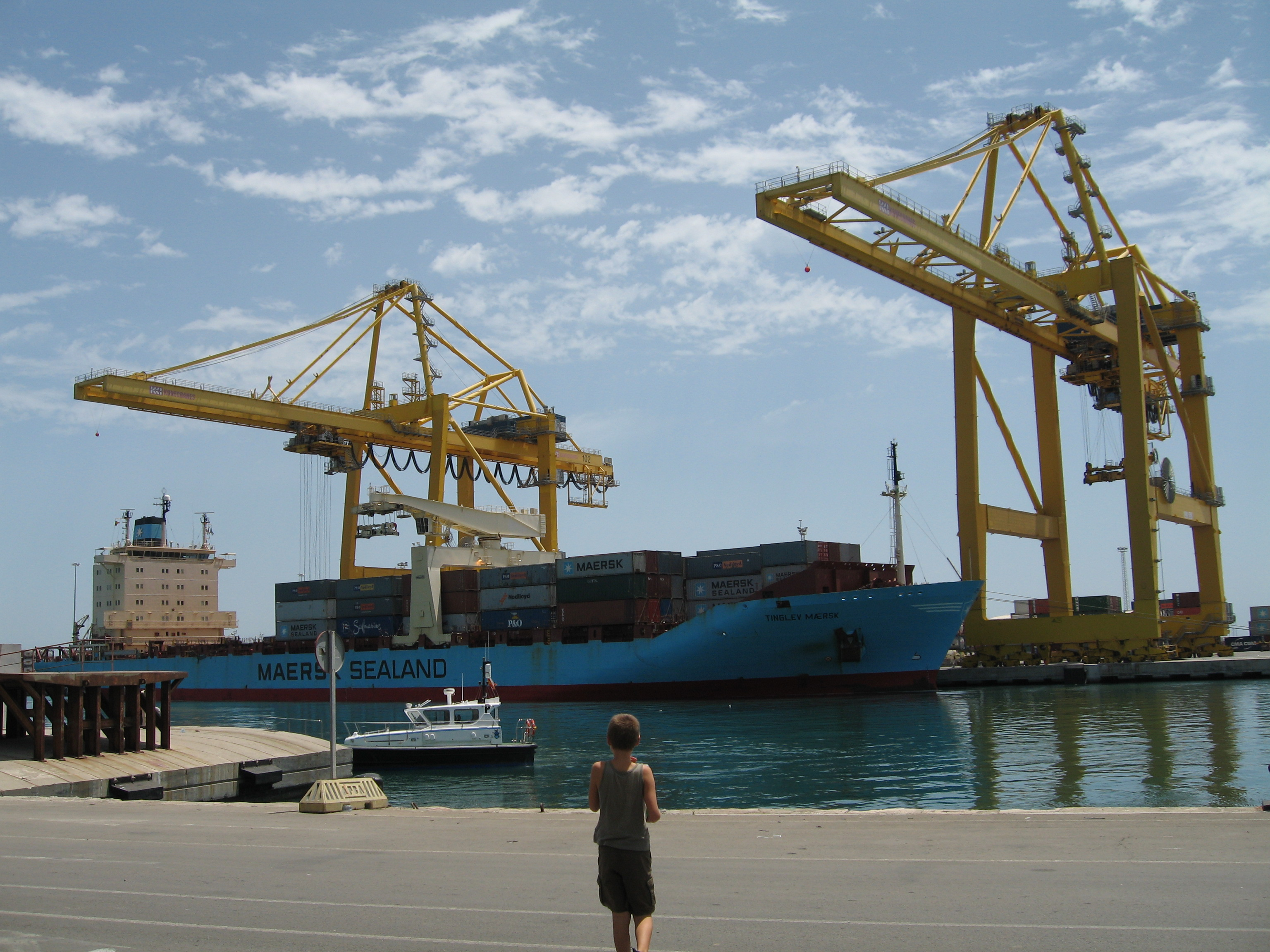
Port de la baie d'Algésiras, aboutissement probable du futur corridor méditerranéen

### Almería – Algeciras
Le corridor méditerranéen devrait être prolongé jusqu'à la baie d'Algésiras pour finir de relier les ports méditerranéens de l'Espagne au reste de l'Europe, mais il n'y a pas encore de projet qui fasse consensus. Deux options se dégagent : soit une modernisation des lignes existantes à l'intérieur des terres, soit une ligne nouvelle sur la côte.

#### Variante par Málaga
Ce projet prévoit la construction d'une nouvelle ligne entre Almería et Málaga, et la finalisation du corridor de la Côte du Soleil entre Málaga et Algésiras. Le tronçon Almería - Málaga a été très critiqué parce qu'il traverse une zone montagneuse, ce qui renchérit les coûts de la ligne.
Entre Málaga et Algésiras, certains tronçons du corridor de la Côte du Soleil sont en construction, sans que la connexion définitive entre Estepona et Algésiras ne soit définie.

#### Variante par Grenade
Cette variante passe majoritairement par des zones de plaine, c'est pourquoi elle est bien moins chère que l'autre. Elle fera partie du projet Eje Ferroviario Transversal de Andalucía (traduction : Axe Ferroviaire Transversal d'Andalousie) entre Almería et Bobadilla.
À l'est de Grenade, une ligne mixte (voyageurs + fret) sera construite avec une vitesse maximale de 250 km/h, avec des rampes pouvant limiter les trains de marchandises. Le tronçon a passé la phase de l'enquête publique, mais n'a pas encore passé la déclaration d'impact environnemental.
Entre Grenade et Bobadilla, la ligne sera ouverte au trafic voyageurs, mais on ne sait pas encore si elle pourrait l'être au trafic de marchandises.
Entre Bobadilla et Algésiras, une ligne nouvelle sera d'abord construite entre Bobadilla et Ronda, puis le reste du trajet sera adapté. Pour des questions environnementales, le tronçon Ronda - Jimena de la Frontera ne peut pas être doublé, il devrait donc rester à voie unique.